# Dyrzela
Dyrzela is een geslacht van vlinders van de familie Uilen (Noctuidae), uit de onderfamilie Hadeninae.

## Soorten
- D. bosca Swinhoe, 1890
- D. castanea Warren, 1913
- D. incrassata Walker, 1858
- D. increnulata Warren, 1913
- D. plagiata Walker, 1858
- D. squamata Warren, 1913
- D. trichoptera Robinson, 1975
- D. tumidimacula Warren, 1913